# Jacques Sauvageot
Pour les articles homonymes, voir Sauvageot.
Jacques Sauvageot est un homme politique et historien de l'art français, né le 16 avril 1943 à Dijon et mort le 28 octobre 2017 à Paris,.
Il fut, avec Alain Geismar et Daniel Cohn-Bendit, l'un des porte-paroles de la période de Mai 68, nom donné à l'ensemble des mouvements de révolte survenus en France en mai-juin 1968. Il était alors vice-président de l'Union nationale des étudiants de France (UNEF). Il en fut élu président en décembre 1968 et la présida jusqu'en mai 1969.

## Biographie
En mai 1968, Jacques Sauvageot qui a vingt-cinq ans, est un militant syndicaliste étudiant actif. Déjà Licencié en droit et en histoire de l'art à Dijon, il est membre de la branche étudiante du Parti socialiste unifié (PSU), et vice-président de l'UNEF exerçant de fait le rôle de président sans en avoir le titre. En juillet 1967, il a participé avec Alain Krivine à un stage organisé par des étudiants de la nouvelle Université de Nanterre dans le site campagnard du Lycée Saint-Joseph de Bressuire dans les Deux-Sèvres.
Le 27 avril 1968, il tient une conférence de presse et déclare que l’UNEF se refuse à donner un mot d’ordre de boycott des examens. Il est suspecté que Jacques Sauvageot eut été manipulé par les services spéciaux américains.
L’UNEF joue par la suite un rôle prépondérant dans la jonction des mouvements ouvrier et étudiant lors de la grande manifestation du 13 mai 1968 et le 27 mai lors du rassemblement au stade Charléty de la gauche non communiste contestataire.
Le 3 mai, il est arrêté, parmi plusieurs centaines d'étudiants, lors de la première nuit de révolte au Quartier latin. Sa notoriété croît rapidement, et il joue dès lors, avec notamment Alain Geismar et Daniel Cohn-Bendit, un rôle important dans l'expression des revendications et l'organisation du mouvement. Le 13 mai, il est, avec les autres dirigeants syndicaux, en tête de la manifestation parisienne qui rassemble plusieurs centaines de milliers de personnes.
En juillet, l'UNEF fait un premier bilan des événements et s'interroge sur la poursuite du mouvement. En décembre de cette même année 1968, lors du congrès de Marseille, l'organisation étudiante, bien que divisée entre plusieurs tendances, élit Jacques Sauvageot comme son président en titre.
En 1971, il est mis en minorité et quitte le syndicat. Il milite alors au PSU, plus précisément à la Gauche ouvrière et paysanne, une tendance du PSU qui se détache de ce parti en 1973 pour fusionner avec d’autres petites organisations au sein de l’Organisation communiste des travailleurs. En 1976, il abandonne ce militantisme qu’il qualifie de « groupuscule de plus ».
Il fait son service militaire à la base aérienne 126 Solenzara, puis, se voyant refuser tous les emplois auxquels il postule, devient ouvrier spécialisé.
En 1973, il répond à un journal qui avait affirmé qu’il refusait tous les postes proposés : « Je n’ai encore jamais eu la possibilité de refuser quelque poste que ce soit : les nombreuses demandes que j’ai pu faire dans l’enseignement comme dans la fonction publique ou dans le secteur privé se sont toujours heurtées à un refus ». Il précise alors que le seul travail qu'il a trouvé est la réalisation, à titre de vacataire, d’enquêtes sur l’élevage en agriculture.
À la suite d'un concours, il entre à l'école des beaux-arts de Nantes comme professeur d'histoire de l'art.
En 1978, il participe, avec d'autres, à la création de Radio Libre Populaire Saint-Nazaire qui participe au mouvement de contestation contre le monopole d'État de la radiodiffusion.
De 1988 à octobre 2009, il est directeur de l'école régionale des beaux-arts de Rennes. Entre 2006 et 2009, il est président de l'Association nationale des écoles supérieures d’art. Il est aussi membre de l'Institut tribune socialiste qui gère les archives du PSU, et qui porte désormais son nom. Il est auteur ou coauteur de plusieurs ouvrages sur l’art et les idées héritées de mai 1968. En 2013, il a dirigé la publication de Le PSU : des idées pour un socialisme du XXIe siècle ? (Presses universitaires de Rennes). Il collabore occasionnellement avec la Fondation Gabriel-Péri.
Il a ensuite participé en avril 2010 à la commémoration du cinquantenaire de la création du Parti Socialiste Unifié (PSU), première étape de la création de l’Institut Tribune Socialiste, chargé d’entretenir, le patrimoine intellectuel hérité du PSU.
Jacques Sauvageot meurt le 28 octobre 2017 à l’hôpital de la Pitié-Salpêtrière, des suites d'un accident de la circulation survenu le 12 septembre précédent.
Un hommage lui est rendu le jeudi 16 novembre 2017, au funérarium du Père-Lachaise par ses parents et amis. L'avocat Henri Leclerc y prononce son éloge.

## Ouvrages
- Mai-juin 1968, directives d'action. Brochure réservée aux travailleurs et aux étudiants, avant-propos de Jacques Sauvageot, Paris, Au joli mai, 1968
- La Révolte étudiante, les animateurs parlent, J. Sauvageot, A. Geismar, D. Cohn-Bendit ; présentation d'Hervé Bourges, Paris, Éd. du Seuil, 1968
- Association Presse information jeunesse, La Presse à l'école, postface de Jacques Sauvageot, Paris, Éditions du Cerf, 1974
- Denis Castellas, Éditions de la Galerie des Beaux-Arts de Nantes, 1986.
- Architecture monumentale et reconstruction, actes du colloque de Rennes, décembre 1994, directeur de la publication Jacques Sauvageot, Rennes, École régionale des beaux-arts, 1995
- Des écoles d'art en Europe, séminaire sur l'enseignement de l'art en Europe, introduction par Martial Gabillard et Jacques Sauvageot, Rennes, École régionale des beaux-arts, 2004
- Carte blanche à la Galerie Serge Le Borgne, catalogue par François Perrodin, responsable de la publication : Jacques Sauvageot, Rennes, École des beaux-arts, 2008
- De l'espace construit à l'espace imprimé, actes de la journée d'étude de Rennes, novembre 2008, sous la direction de Jacques Sauvageot, Rennes, École des beaux-arts, 2009
- Au cœur des luttes des années soixante : les étudiants du PSU : une utopie porteuse d'avenir ?, ouvrage coordonné par Roger Barralis et Jean-Claude Gillet ; introduction par Jacques Sauvageot, Paris, Publisud, 2010
- Le PSU : des idées pour un socialisme du XXIe siècle ?, ouvrage dirigé par Jacques Sauvageot, éd. Presses universitaires de Rennes, 2013  (ISBN 978-2753521834)
- "L'UNEF et les frondes étudiantes", film documentaire de Jean-Michel Rodrigo & Georges Terrier, réalisé par Jean-Michel Rodrigo. Co-production Mecanos Productions, INA, Telessonne, Atom, 2011.